# 사티아그라하
사티아그라하(산스크리트어: सत्याग्रह 사트야그라하)는 마하트마 간디에 의해 시작된 비폭력 저항 운동의 철학이다.
사티아그라하(satyagraha)라는 용어는 인도 독립 운동과 남아프리카에서 인도 권리를 위한 투쟁 중에 사티아그라하를 실천했던 마하트마 간디(1869-1948)에 의해 만들어지고 발전되었다. 사티아그라하 이론은 미국의 민권 운동 기간 동안 마틴 루터 킹 주니어와 제임스 베벨의 캠페인뿐만 아니라 남아프리카의 아파르트헤이트에 맞서는 넬슨 만델라의 투쟁과 기타 많은 사회 정의 및 유사한 운동에 영향을 미쳤다.

## 정의
‘사트야’는 진리를 뜻하는 산스크리트어이며, ‘아그라하’는 노력, 열정을 나타낸다. 그러므로, ‘사트야그라하’라는 말 자체는 ‘진리를 찾으려는 노력’으로 해석될 수 있다.

## 같이 보기
- 시민 불복종
- 비폭력
- 비폭력 혁명
- 피플 파워 혁명
- 저항운동
- 소금 행진